# Coupe de la Ligue anglaise de football 2021-2022
Navigation
Édition précédente Édition suivante
La Coupe de la Ligue anglaise 2021-2022 est la 62e édition de la compétition. Le vainqueur est qualifié pour les barrages de la Ligue Europa Conférence 2022-2023.
Le premier tour commence le 31 juillet 2021 et la finale se dispute le 27 février 2022, à Wembley. La dernière édition a vu Manchester City remporter son 8e titre contre Tottenham Hotspur.
La finale entre le Liverpool FC et le Chelsea FC se conclut sur la victoire des Reds après une séance de tirs au but.

## Clubs participants
En tout, 92 clubs (Premier League, Championship, League One et League Two) participent à cette édition.

### Distribution
La coupe est organisée de telle façon qu'il ne reste que 32 clubs au 3e tour. 70 des 72 clubs de l'English Football League (niveaux 2 à 4) entrent en lice au 1er tour. Au 2e tour, les 13 clubs de Premier League non engagés dans des compétitions européennes, ainsi que les 18e et 19e de Premier League 2020–2021 entrent en lice. Au 3e tour, les clubs de Premier League européens font leurs débuts dans la compétition.

## Résultats

### Premier tour
Le tirage au sort de ce tour est divisé sur une base géographique en sections « nord » et « sud ». Les équipes sont opposées à une équipe de la même section.

#### Section nord
| 1er août 2021 | Sheffield Wednesday (3)                 | 0 - 0 2 - 4 t. a. b. | Huddersfield Town (2)              |                                                                      |                                                                      |
| 14h00         |                                         |                      |                                    | Hillsborough, Sheffield Spectateurs : 12 860 Arbitrage : Darren Bond | Hillsborough, Sheffield Spectateurs : 12 860 Arbitrage : Darren Bond |
| 14h00         | Rapport                                 |                      |                                    | Hillsborough, Sheffield Spectateurs : 12 860 Arbitrage : Darren Bond | Hillsborough, Sheffield Spectateurs : 12 860 Arbitrage : Darren Bond |
| 14h00         | Hutchinson · Adeniran · Luongo · Palmer | Tirs au but 2 - 4    | Rhodes · Thomas · Sinani · O'Brien | Hillsborough, Sheffield Spectateurs : 12 860 Arbitrage : Darren Bond | Hillsborough, Sheffield Spectateurs : 12 860 Arbitrage : Darren Bond |

| 10 août 2021 | Hartlepool United (4) | 0 - 1   | Crewe Alexandra (3) |                                                                               |                                                                               |
| 20h00        |                       | (0 - 0) | 50e Ainley          | Victoria Park (en), Hartlepool Spectateurs : 3 149 Arbitrage : Thomas Bramall | Victoria Park (en), Hartlepool Spectateurs : 3 149 Arbitrage : Thomas Bramall |
| 20h00        | Rapport               |         |                     | Victoria Park (en), Hartlepool Spectateurs : 3 149 Arbitrage : Thomas Bramall | Victoria Park (en), Hartlepool Spectateurs : 3 149 Arbitrage : Thomas Bramall |

|       | Derby County (2)                                          | 3 - 3 5 - 3 t. a. b. | Salford City (4)                    |                                                  |                                                  |
| 20h45 | Hutchinson 43e · Kazim-Richards 71e (pen.) · Morrison 82e | (1 - 2)              | 8e Turnbull · 14e 74e (pen.) Morris | Pride Park Stadium, Derby Arbitrage : James Bell | Pride Park Stadium, Derby Arbitrage : James Bell |
| 20h45 | Rapport                                                   |                      |                                     | Pride Park Stadium, Derby Arbitrage : James Bell | Pride Park Stadium, Derby Arbitrage : James Bell |
| 20h45 | Shinnie · Kazim-Richards · Brown · Forsyth · Watson       | Tirs au but 5 - 3    | Morris · Burgess · Touray · Lund    | Pride Park Stadium, Derby Arbitrage : James Bell | Pride Park Stadium, Derby Arbitrage : James Bell |

|       | Shrewsbury Town (3)                      | 2 - 2 4 - 2 t. a. b. | Lincoln City (3)                   |                                                                         |                                                                         |
| 20h45 | Udoh 69e 79e                             | (0 - 0)              | 49e Hopper · 52e Bishop            | New Meadow (en), Shrewsbury Spectateurs : 2 069 Arbitrage : Andy Haines | New Meadow (en), Shrewsbury Spectateurs : 2 069 Arbitrage : Andy Haines |
| 20h45 | Rapport                                  |                      |                                    | New Meadow (en), Shrewsbury Spectateurs : 2 069 Arbitrage : Andy Haines | New Meadow (en), Shrewsbury Spectateurs : 2 069 Arbitrage : Andy Haines |
| 20h45 | Bennett · Nurse · Davis · Vela · Bloxham | Tirs au but 4 - 2    | Scully · Hopper · Sander · Fiorini | New Meadow (en), Shrewsbury Spectateurs : 2 069 Arbitrage : Andy Haines | New Meadow (en), Shrewsbury Spectateurs : 2 069 Arbitrage : Andy Haines |

|       | Mansfield Town (4) | 0 - 3   | Preston North End (2)         |                                                                       |                                                                       |
| 20h45 |                    | (0 - 1) | 45+1e 81e Sinclair · 71e Riis | Field Mill (en), Mansfield Spectateurs : 2 526 Arbitrage : Ross Joyce | Field Mill (en), Mansfield Spectateurs : 2 526 Arbitrage : Ross Joyce |
| 20h45 | Rapport            |         |                               | Field Mill (en), Mansfield Spectateurs : 2 526 Arbitrage : Ross Joyce | Field Mill (en), Mansfield Spectateurs : 2 526 Arbitrage : Ross Joyce |

|       | Port Vale FC (4) | 1 - 2   | Sunderland AFC (3)              |                                                   |                                                   |
| 20h45 | Proctor 67e      | (0 - 1) | 40e Hawkes · 50e (pen.) O'Brien | Vale Park, Stoke-on-Trent Arbitrage : Sam Allison | Vale Park, Stoke-on-Trent Arbitrage : Sam Allison |
| 20h45 | Rapport          |         |                                 | Vale Park, Stoke-on-Trent Arbitrage : Sam Allison | Vale Park, Stoke-on-Trent Arbitrage : Sam Allison |

|       | Sheffield United (2) | 1 - 0   | Carlisle United (4) |                                                                      |                                                                      |
| 20h45 | Brewster 24e         | (1 - 0) |                     | Bramall Lane, Sheffield Spectateurs : 6 778 Arbitrage : James Oldham | Bramall Lane, Sheffield Spectateurs : 6 778 Arbitrage : James Oldham |
| 20h45 | Rapport              |         |                     | Bramall Lane, Sheffield Spectateurs : 6 778 Arbitrage : James Oldham | Bramall Lane, Sheffield Spectateurs : 6 778 Arbitrage : James Oldham |

| [ note 1 ] | Harrogate Town (4) | Match annulé 0 - 3 | Rochdale AFC (4) |                          |
|            |                    |                    |                  | Wetherby Road, Harrogate |

|       | Stoke City (2)             | 2 - 1   | Fleetwood Town (3)  |                                                                                  |                                                                                  |
| 20h45 | Surridge 45e · Souttar 77e | (1 - 0) | 90+4e (csc) Chester | Bet365 Stadium, Stoke-on-Trent Spectateurs : 4 694 Arbitrage : Anthony Backhouse | Bet365 Stadium, Stoke-on-Trent Spectateurs : 4 694 Arbitrage : Anthony Backhouse |
| 20h45 | Rapport                    |         |                     | Bet365 Stadium, Stoke-on-Trent Spectateurs : 4 694 Arbitrage : Anthony Backhouse | Bet365 Stadium, Stoke-on-Trent Spectateurs : 4 694 Arbitrage : Anthony Backhouse |

|       | Walsall FC (4)                                                      | 0 - 0 3 - 4 t. a. b. | Doncaster Rovers (3)                                            |                                                     |                                                     |
| 20h45 |                                                                     |                      |                                                                 | Bescot Stadium (en), Walsall Arbitrage : John Busby | Bescot Stadium (en), Walsall Arbitrage : John Busby |
| 20h45 | Rapport                                                             |                      |                                                                 | Bescot Stadium (en), Walsall Arbitrage : John Busby | Bescot Stadium (en), Walsall Arbitrage : John Busby |
| 20h45 | Wilkinson · Phillips · Osadebe · Earing · Kiernan · Ward · Kinsella | Tirs au but 3 - 4    | Gardner · Close · Cukur · Williams · Barlow · Anderson · Knoyle | Bescot Stadium (en), Walsall Arbitrage : John Busby | Bescot Stadium (en), Walsall Arbitrage : John Busby |

|       | Oldham Athletic AFC (4)                        | 2 - 2 4 - 3 t. a. b. | Tranmere Rovers (4)                               |                                                                         |                                                                         |
| 20h45 | Bahamboula 59e · Davies 68e (csc)              | (0 - 1)              | 40e Foley · 51e Nevitt                            | Boundary Park (en), Oldham Spectateurs : 2 684 Arbitrage : Scott Oldham | Boundary Park (en), Oldham Spectateurs : 2 684 Arbitrage : Scott Oldham |
| 20h45 | Rapport                                        |                      |                                                   | Boundary Park (en), Oldham Spectateurs : 2 684 Arbitrage : Scott Oldham | Boundary Park (en), Oldham Spectateurs : 2 684 Arbitrage : Scott Oldham |
| 20h45 | Hart · Keillor-Dunn · Jameson · Stobbs · Adams | Tirs au but 4 - 3    | Spearing · Glatzel · Morris · Clarke · Dieseruvwe | Boundary Park (en), Oldham Spectateurs : 2 684 Arbitrage : Scott Oldham | Boundary Park (en), Oldham Spectateurs : 2 684 Arbitrage : Scott Oldham |

|       | Rotherham United (3) | 1 - 2   | Accrington Stanley (3)   |                                                                         |                                                                         |
| 20h45 | Sadlier 76e          | (0 - 1) | 38e Charles · 86e Bishop | New York Stadium, Rotherham Spectateurs : 3 131 Arbitrage : Will Finnie | New York Stadium, Rotherham Spectateurs : 3 131 Arbitrage : Will Finnie |
| 20h45 | Rapport              |         |                          | New York Stadium, Rotherham Spectateurs : 3 131 Arbitrage : Will Finnie | New York Stadium, Rotherham Spectateurs : 3 131 Arbitrage : Will Finnie |

|       | Barrow AFC (4) | 1 - 0   | Scunthorpe United (4) |                                                                                       |                                                                                       |
| 20h45 | Sea 50e        | (0 - 0) |                       | Holker Street (en), Barrow-in-Furness Spectateurs : 1 320 Arbitrage : Oliver Langford | Holker Street (en), Barrow-in-Furness Spectateurs : 1 320 Arbitrage : Oliver Langford |
| 20h45 | Rapport        |         |                       | Holker Street (en), Barrow-in-Furness Spectateurs : 1 320 Arbitrage : Oliver Langford | Holker Street (en), Barrow-in-Furness Spectateurs : 1 320 Arbitrage : Oliver Langford |

|       | Hull City (2)                                                        | 1 - 1 7 - 8 t. a. b. | Wigan Athletic (3)                                                              |                                                                             |                                                                             |
| 20h45 | Lewis-Potter 55e                                                     | (0 - 0)              | 50e Humphrys                                                                    | KCOM Stadium, Kingston upon Hull Spectateurs : 4 139 Arbitrage : Martin Coy | KCOM Stadium, Kingston upon Hull Spectateurs : 4 139 Arbitrage : Martin Coy |
| 20h45 | Rapport                                                              |                      |                                                                                 | KCOM Stadium, Kingston upon Hull Spectateurs : 4 139 Arbitrage : Martin Coy | KCOM Stadium, Kingston upon Hull Spectateurs : 4 139 Arbitrage : Martin Coy |
| 20h45 | Eaves · Scott · Wood · Emmanuel · Smith · Jarvis · Fleming · Bernard | Tirs au but 7 - 8    | Keane · Aasgaard · Jo. Jones · Massey · Naylor · Ja. Jones · Robinson · Cousins | KCOM Stadium, Kingston upon Hull Spectateurs : 4 139 Arbitrage : Martin Coy | KCOM Stadium, Kingston upon Hull Spectateurs : 4 139 Arbitrage : Martin Coy |

|       | Bolton Wanderers (3)                               | 0 - 0 5 - 4 t. a. b. | Barnsley FC (2)                         |                                                                                   |                                                                                   |
| 21h00 |                                                    |                      |                                         | University of Bolton Stadium, Horwich Spectateurs : 7 147 Arbitrage : Ollie Yates | University of Bolton Stadium, Horwich Spectateurs : 7 147 Arbitrage : Ollie Yates |
| 21h00 | Rapport                                            |                      |                                         | University of Bolton Stadium, Horwich Spectateurs : 7 147 Arbitrage : Ollie Yates | University of Bolton Stadium, Horwich Spectateurs : 7 147 Arbitrage : Ollie Yates |
| 21h00 | Sarcevic · Isgrove · Bakayoko · Kachunga · Sheehan | Tirs au but 5 - 4    | Benson · Kane · Helik · Williams · Cole | University of Bolton Stadium, Horwich Spectateurs : 7 147 Arbitrage : Ollie Yates | University of Bolton Stadium, Horwich Spectateurs : 7 147 Arbitrage : Ollie Yates |

|       | Blackburn Rovers (2) | 1 - 2   | Morecambe FC (3)                   |                                                                    |                                                                    |
| 20h45 | Dolan 22e            | (1 - 0) | 52e Stockton · 84e (pen.) Phillips | Ewood Park, Blackburn Spectateurs : 5 283 Arbitrage : Steve Martin | Ewood Park, Blackburn Spectateurs : 5 283 Arbitrage : Steve Martin |
| 20h45 | Rapport              |         |                                    | Ewood Park, Blackburn Spectateurs : 5 283 Arbitrage : Steve Martin | Ewood Park, Blackburn Spectateurs : 5 283 Arbitrage : Steve Martin |

| 11 juillet 2021 | Blackpool FC (2)                         | 3 - 0   | Middlesbrough FC (2) |                                                                         |                                                                         |
| 20h45           | Connolly 31e · Lavery 77e · Anderson 78e | (1 - 0) |                      | Bloomfield Road, Blackpool Spectateurs : 5 836 Arbitrage : Bobby Madley | Bloomfield Road, Blackpool Spectateurs : 5 836 Arbitrage : Bobby Madley |
| 20h45           | Rapport                                  |         |                      | Bloomfield Road, Blackpool Spectateurs : 5 836 Arbitrage : Bobby Madley | Bloomfield Road, Blackpool Spectateurs : 5 836 Arbitrage : Bobby Madley |

|       | Nottingham Forest (2) | 2 - 1   | Bradford City AFC (4) |                                                                          |                                                                          |
| 20h45 | Carvalho 39e 41e      | (2 - 0) | 54e Cooke             | City Ground, West Bridgford Spectateurs : 9 514 Arbitrage : Peter Wright | City Ground, West Bridgford Spectateurs : 9 514 Arbitrage : Peter Wright |
| 20h45 | Rapport               |         |                       | City Ground, West Bridgford Spectateurs : 9 514 Arbitrage : Peter Wright | City Ground, West Bridgford Spectateurs : 9 514 Arbitrage : Peter Wright |

#### Section sud
| 31 juillet 2021 | AFC Bournemouth (2)                                     | 5 - 0   | Milton Keynes Dons (3) |                                                 |                                                 |
| 16h00           | Brooks 35e 83e · Solanke 47e · Billing 72e · Saydee 80e | (1 - 0) |                        | Dean Court, Bournemouth Arbitrage : Sam Purkiss | Dean Court, Bournemouth Arbitrage : Sam Purkiss |
| 16h00           | Rapport                                                 |         |                        | Dean Court, Bournemouth Arbitrage : Sam Purkiss | Dean Court, Bournemouth Arbitrage : Sam Purkiss |

| 10 août 2021 | Cardiff City (2)             | 3 - 2   | Sutton United (4)    |                                                           |                                                           |
| 20h00        | Watkins 44e 51e · Murphy 84e | (1 - 1) | 4e Wilson · 90e Rowe | Cardiff City Stadium, Cardiff Arbitrage : Anthony Coggins | Cardiff City Stadium, Cardiff Arbitrage : Anthony Coggins |
| 20h00        | Rapport                      |         |                      | Cardiff City Stadium, Cardiff Arbitrage : Anthony Coggins | Cardiff City Stadium, Cardiff Arbitrage : Anthony Coggins |

|       | Crawley Town (4)                                                                                       | 2 - 2 9 - 10 t. a. b. | Gillingham FC (3)                                                                         |                                                                              |                                                                              |
| 20h30 | Ashford 55e · Davies 90+7e                                                                             | (0 - 1)               | 3e Sithole · 90+5e Phillips                                                               | Broadfield Stadium (en), Crawley Spectateurs : 1 904 Arbitrage : Paul Howard | Broadfield Stadium (en), Crawley Spectateurs : 1 904 Arbitrage : Paul Howard |
| 20h30 | Rapport                                                                                                |                       |                                                                                           | Broadfield Stadium (en), Crawley Spectateurs : 1 904 Arbitrage : Paul Howard | Broadfield Stadium (en), Crawley Spectateurs : 1 904 Arbitrage : Paul Howard |
| 20h30 | Francomb · Dallison · Craig · Powell · Nadesan · Hessenthaler · Tilley · Ferry · Davies · Francillette | Tirs au but 9 - 10    | Lee · Oliver · Lloyd · Phillips · O'Keefe · Tutonda · Maghoma · Sithole · Ehmer · Lintott | Broadfield Stadium (en), Crawley Spectateurs : 1 904 Arbitrage : Paul Howard | Broadfield Stadium (en), Crawley Spectateurs : 1 904 Arbitrage : Paul Howard |

|       | Cambridge United (3)        | 0 - 0 3 - 1 t. a. b. | Swindon Town (4)              |                                                    |                                                    |
| 20h45 |                             |                      |                               | Abbey Stadium, Cambridge Arbitrage : Trevor Kettle | Abbey Stadium, Cambridge Arbitrage : Trevor Kettle |
| 20h45 | Rapport                     |                      |                               | Abbey Stadium, Cambridge Arbitrage : Trevor Kettle | Abbey Stadium, Cambridge Arbitrage : Trevor Kettle |
| 20h45 | Ironside · Smith · Williams | Tirs au but 3 - 1    | Payne · McKirdy · Reed · Hunt | Abbey Stadium, Cambridge Arbitrage : Trevor Kettle | Abbey Stadium, Cambridge Arbitrage : Trevor Kettle |

|       | Exeter City (4)                                      | 0 - 0 3 - 4 t. a. b. | Wycombe Wanderers (3)                                      |                                                                       |                                                                       |
| 20h45 |                                                      |                      |                                                            | St James Park (en), Exeter Spectateurs : 2 555 Arbitrage : David Rock | St James Park (en), Exeter Spectateurs : 2 555 Arbitrage : David Rock |
| 20h45 | Rapport                                              |                      |                                                            | St James Park (en), Exeter Spectateurs : 2 555 Arbitrage : David Rock | St James Park (en), Exeter Spectateurs : 2 555 Arbitrage : David Rock |
| 20h45 | Sparkes · Sweeney · Seymour · Brown · Grounds · Dodd | Tirs au but 3 - 4    | Vokes · Horgan · Samuel · Mehmeti · Stockdale · Pendlebury | St James Park (en), Exeter Spectateurs : 2 555 Arbitrage : David Rock | St James Park (en), Exeter Spectateurs : 2 555 Arbitrage : David Rock |

|       | Ipswich Town (3) | 0 - 1   | Newport County AFC (4) |                                                                 |                                                                 |
| 20h45 |                  | (0 - 1) | 4e Abraham             | Portman Road, Ipswich Spectateurs : 6 144 Arbitrage : Neil Hair | Portman Road, Ipswich Spectateurs : 6 144 Arbitrage : Neil Hair |
| 20h45 | Rapport          |         |                        | Portman Road, Ipswich Spectateurs : 6 144 Arbitrage : Neil Hair | Portman Road, Ipswich Spectateurs : 6 144 Arbitrage : Neil Hair |

|       | Forest Green Rovers (4)                                      | 2 - 2 6 - 5 t. a. b. | Bristol City (2)                                               |                                                      |                                                      |
| 20h45 | Matt 11e · Hendry 90+6e                                      | (1 - 1)              | 39e 67e Janneh                                                 | The New Lawn, Nailsworth Arbitrage : Darren Drysdale | The New Lawn, Nailsworth Arbitrage : Darren Drysdale |
| 20h45 | Rapport                                                      |                      |                                                                | The New Lawn, Nailsworth Arbitrage : Darren Drysdale | The New Lawn, Nailsworth Arbitrage : Darren Drysdale |
| 20h45 | Matt · Young · Hendry · Adams · Cadden · Stevenson · Sweeney | Tirs au but 6 - 5    | Palmer · Massengo · Wells · Conway · Bakinson · Janneh · Pring | The New Lawn, Nailsworth Arbitrage : Darren Drysdale | The New Lawn, Nailsworth Arbitrage : Darren Drysdale |

|       | Bristol Rovers (4) | 0 - 2   | Cheltenham Town (4)   |                                                  |                                                  |
| 20h45 |                    | (0 - 0) | 58e May · 71e Vassell | Memorial Stadium, Bristol Arbitrage : Lee Swabey | Memorial Stadium, Bristol Arbitrage : Lee Swabey |
| 20h45 | Rapport            |         |                       | Memorial Stadium, Bristol Arbitrage : Lee Swabey | Memorial Stadium, Bristol Arbitrage : Lee Swabey |

|       | Peterborough United (2) | 0 - 4   | Plymouth Argyle (3)                        |                                                                             |                                                                             |
| 20h45 |                         | (0 - 2) | 23e 33e Hardie · 66e Jephcott · 84e Camará | London Road Stadium, Peterborough Spectateurs : 4 021 Arbitrage : Ben Toner | London Road Stadium, Peterborough Spectateurs : 4 021 Arbitrage : Ben Toner |
| 20h45 | Rapport                 |         |                                            | London Road Stadium, Peterborough Spectateurs : 4 021 Arbitrage : Ben Toner | London Road Stadium, Peterborough Spectateurs : 4 021 Arbitrage : Ben Toner |

|       | Stevenage FC (4)              | 2 - 2 3 - 0 t. a. b. | Luton Town (2)                   |                                                        |                                                        |
| 20h45 | List 2e · Coker 26e           | (2 - 2)              | 5e Jerome · 40e Muskwe           | Broadhall Way (en), Stevenage Arbitrage : Andy Woolmer | Broadhall Way (en), Stevenage Arbitrage : Andy Woolmer |
| 20h45 | Rapport                       |                      |                                  | Broadhall Way (en), Stevenage Arbitrage : Andy Woolmer | Broadhall Way (en), Stevenage Arbitrage : Andy Woolmer |
| 20h45 | Lines · James-Wildin · Reeves | Tirs au but 3 - 0    | Cornick · Mendes Gomes · Pereira | Broadhall Way (en), Stevenage Arbitrage : Andy Woolmer | Broadhall Way (en), Stevenage Arbitrage : Andy Woolmer |

|       | Millwall FC (2)          | 2 - 1   | Portsmouth FC (3)    |                                                                        |                                                                        |
| 20h45 | Malone 21e · Saville 27e | (2 - 1) | 4e Hackett-Fairchild | The Den, Bermondsey Spectateurs : 4 021 Arbitrage : Charles Breakspear | The Den, Bermondsey Spectateurs : 4 021 Arbitrage : Charles Breakspear |
| 20h45 | Rapport                  |         |                      | The Den, Bermondsey Spectateurs : 4 021 Arbitrage : Charles Breakspear | The Den, Bermondsey Spectateurs : 4 021 Arbitrage : Charles Breakspear |

|       | Birmingham City (2) | 1 - 0   | Colchester United (4) |                                                   |                                                   |
| 20h45 | Oakley 75e          | (0 - 0) |                       | St Andrew's, Birmingham Arbitrage : Declan Bourne | St Andrew's, Birmingham Arbitrage : Declan Bourne |
| 20h45 | Rapport             |         |                       | St Andrew's, Birmingham Arbitrage : Declan Bourne | St Andrew's, Birmingham Arbitrage : Declan Bourne |

|       | Charlton Athletic (3) | 0 - 1   | AFC Wimbledon (3) |                                                                   |                                                                   |
| 20h45 |                       | (0 - 1) | 26e Osew          | The Valley, Charlton Spectateurs : 3 372 Arbitrage : Robert Lewis | The Valley, Charlton Spectateurs : 3 372 Arbitrage : Robert Lewis |
| 20h45 | Rapport               |         |                   | The Valley, Charlton Spectateurs : 3 372 Arbitrage : Robert Lewis | The Valley, Charlton Spectateurs : 3 372 Arbitrage : Robert Lewis |

|       | Reading FC (2) | 0 - 3   | Swansea City AFC (2)                        |                                                      |                                                      |
| 21h00 |                | (0 - 1) | 16e Latibeaudiere · 60e Cabango · 83e Piroe | Madejski Stadium, Reading Arbitrage : Samuel Barrott | Madejski Stadium, Reading Arbitrage : Samuel Barrott |
| 21h00 | Rapport        |         |                                             | Madejski Stadium, Reading Arbitrage : Samuel Barrott | Madejski Stadium, Reading Arbitrage : Samuel Barrott |

| 11 août 2021 | Coventry City (2) | 1 - 2   | Northampton Town (4) |                                                                                       |                                                                                       |
| 20h45        | Walker 13e        | (1 - 0) | 52e 70e Etete        | Coventry Building Society Arena, Coventry Spectateurs : 5 284 Arbitrage : Ben Speedie | Coventry Building Society Arena, Coventry Spectateurs : 5 284 Arbitrage : Ben Speedie |
| 20h45        | Rapport           |         |                      | Coventry Building Society Arena, Coventry Spectateurs : 5 284 Arbitrage : Ben Speedie | Coventry Building Society Arena, Coventry Spectateurs : 5 284 Arbitrage : Ben Speedie |

|       | Leyton Orient (4)                | 1 - 1 3 - 5 t. a. b. | Queens Park Rangers (2)                  |                                               |                                               |
| 20h45 | Drinan 74e                       | (0 - 1)              | 16e Dickie                               | Brisbane Road, Leyton Arbitrage : Craig Hicks | Brisbane Road, Leyton Arbitrage : Craig Hicks |
| 20h45 | Rapport                          |                      |                                          | Brisbane Road, Leyton Arbitrage : Craig Hicks | Brisbane Road, Leyton Arbitrage : Craig Hicks |
| 20h45 | Drinan · Sotiriou · James · Kemp | Tirs au but 3 - 5    | Dykes · Ball · Dozzell · Kelman · Adomah | Brisbane Road, Leyton Arbitrage : Craig Hicks | Brisbane Road, Leyton Arbitrage : Craig Hicks |

|       | Burton Albion (3)                            | 1 - 1 2 - 4 t. a. b. | Oxford United (3)                |                                                                                    |                                                                                    |
| 20h45 | Mousinho 90+6e (csc)                         | (0 - 0)              | 85e Holland                      | Pirelli Stadium, Burton upon Trent Spectateurs : 1 868 Arbitrage : Seb Stockbridge | Pirelli Stadium, Burton upon Trent Spectateurs : 1 868 Arbitrage : Seb Stockbridge |
| 20h45 | Rapport                                      |                      |                                  | Pirelli Stadium, Burton upon Trent Spectateurs : 1 868 Arbitrage : Seb Stockbridge | Pirelli Stadium, Burton upon Trent Spectateurs : 1 868 Arbitrage : Seb Stockbridge |
| 20h45 | Akins · Shaughnessy · O'Connor · Blake-Tracy | Tirs au but 2 - 4    | Sykes · Forde · Agyei · Mousinho | Pirelli Stadium, Burton upon Trent Spectateurs : 1 868 Arbitrage : Seb Stockbridge | Pirelli Stadium, Burton upon Trent Spectateurs : 1 868 Arbitrage : Seb Stockbridge |

### Deuxième tour

#### Section nord
| 24 août 2021 | Oldham Athletic AFC (4)                                    | 0 - 0 5 - 4 t. a. b. | Accrington Stanley (3)                             |                                                                            |                                                                            |
| 20h00        |                                                            |                      |                                                    | Boundary Park (en), Oldham Spectateurs : 2 362 Arbitrage : Seb Stockbridge | Boundary Park (en), Oldham Spectateurs : 2 362 Arbitrage : Seb Stockbridge |
| 20h00        | Rapport                                                    |                      |                                                    | Boundary Park (en), Oldham Spectateurs : 2 362 Arbitrage : Seb Stockbridge | Boundary Park (en), Oldham Spectateurs : 2 362 Arbitrage : Seb Stockbridge |
| 20h00        | Hart · Keillor-Dunn · Bahamboula · Whelan · Adams · Luamba | Tirs au but 5 - 4    | Sykes · Charles · Morgan · Savin · Leigh · Butcher | Boundary Park (en), Oldham Spectateurs : 2 362 Arbitrage : Seb Stockbridge | Boundary Park (en), Oldham Spectateurs : 2 362 Arbitrage : Seb Stockbridge |

|       | Wigan Athletic (3)                                           | 0 - 0 5 - 4 t. a. b. | Bolton Wanderers (3)                                     |                                                                   |                                                                   |
| 20h45 |                                                              | (0 - 0)              |                                                          | DW Stadium, Wigan Spectateurs : 11 660 Arbitrage : Thomas Bramall | DW Stadium, Wigan Spectateurs : 11 660 Arbitrage : Thomas Bramall |
| 20h45 | Rapport                                                      |                      |                                                          | DW Stadium, Wigan Spectateurs : 11 660 Arbitrage : Thomas Bramall | DW Stadium, Wigan Spectateurs : 11 660 Arbitrage : Thomas Bramall |
| 20h45 | Power · Aasgaard · Jo. Jones · Naylor · Humphrys · Ja. Jones | Tirs au but 5 - 4    | Doyle · Sarcevic · Lee · Afolayan · Sheehan · Delfouneso | DW Stadium, Wigan Spectateurs : 11 660 Arbitrage : Thomas Bramall | DW Stadium, Wigan Spectateurs : 11 660 Arbitrage : Thomas Bramall |

|       | Huddersfield Town (2) | 1 - 2   | Everton FC (1)           |                                                                              |                                                                              |
| 20h45 | Lees 45e              | (1 - 1) | 26e Iwobi · 79e Townsend | Kirklees Stadium, Huddersfield Spectateurs : 10 459 Arbitrage : Matt Donohue | Kirklees Stadium, Huddersfield Spectateurs : 10 459 Arbitrage : Matt Donohue |
| 20h45 | Rapport               |         |                          | Kirklees Stadium, Huddersfield Spectateurs : 10 459 Arbitrage : Matt Donohue | Kirklees Stadium, Huddersfield Spectateurs : 10 459 Arbitrage : Matt Donohue |

|       | Sheffield United (2)    | 2 - 1   | Derby County (2) |                                                                           |                                                                           |
| 20h45 | Freeman 53e · Sharp 76e | (0 - 1) | 44e Sibley       | Bramall Lane, Sheffield Spectateurs : 7 973 Arbitrage : Anthony Backhouse | Bramall Lane, Sheffield Spectateurs : 7 973 Arbitrage : Anthony Backhouse |
| 20h45 | Rapport                 |         |                  | Bramall Lane, Sheffield Spectateurs : 7 973 Arbitrage : Anthony Backhouse | Bramall Lane, Sheffield Spectateurs : 7 973 Arbitrage : Anthony Backhouse |

|       | Stoke City (2)          | 2 - 0   | Doncaster Rovers (3) |                                                                             |                                                                             |
| 20h45 | Ince 38e · Surridge 48e | (1 - 0) |                      | Bet365 Stadium, Stoke-on-Trent Spectateurs : 6 193 Arbitrage : Marc Edwards | Bet365 Stadium, Stoke-on-Trent Spectateurs : 6 193 Arbitrage : Marc Edwards |
| 20h45 | Rapport                 |         |                      | Bet365 Stadium, Stoke-on-Trent Spectateurs : 6 193 Arbitrage : Marc Edwards | Bet365 Stadium, Stoke-on-Trent Spectateurs : 6 193 Arbitrage : Marc Edwards |

|       | Shrewsbury Town (3) | 0 - 2   | Rochdale AFC (4)                 |                                                                          |                                                                          |
| 20h45 |                     | (0 - 0) | 68e (pen.) Beesley · 75e Cashman | New Meadow (en), Shrewsbury Spectateurs : 2 229 Arbitrage : Scott Oldham | New Meadow (en), Shrewsbury Spectateurs : 2 229 Arbitrage : Scott Oldham |
| 20h45 | Rapport             |         |                                  | New Meadow (en), Shrewsbury Spectateurs : 2 229 Arbitrage : Scott Oldham | New Meadow (en), Shrewsbury Spectateurs : 2 229 Arbitrage : Scott Oldham |

|       | Morecambe FC (3)               | 2 - 4   | Preston North End (2)                                |                                                                     |                                                                     |
| 20h45 | O' Connor 45+4e · Stockton 61e | (1 - 2) | 7e 33e Riis Jakobsen · 64e Ledson · 79e Van den Berg | Globe Arena, Morecambe Spectateurs : 4 334 Arbitrage : James Oldham | Globe Arena, Morecambe Spectateurs : 4 334 Arbitrage : James Oldham |
| 20h45 | Rapport                        |         |                                                      | Globe Arena, Morecambe Spectateurs : 4 334 Arbitrage : James Oldham | Globe Arena, Morecambe Spectateurs : 4 334 Arbitrage : James Oldham |

|       | Blackpool FC (2)       | 2 - 3   | Sunderland AFC (3)    |                                                                         |                                                                         |
| 20h45 | Lavery 9e · Bowler 87e | (1 - 1) | 12e 57e 90+1e O'Brien | Bloomfield Road, Blackpool Spectateurs : 5 756 Arbitrage : Peter Wright | Bloomfield Road, Blackpool Spectateurs : 5 756 Arbitrage : Peter Wright |
| 20h45 | Rapport                |         |                       | Bloomfield Road, Blackpool Spectateurs : 5 756 Arbitrage : Peter Wright | Bloomfield Road, Blackpool Spectateurs : 5 756 Arbitrage : Peter Wright |

|       | Leeds United (1)                | 3 - 0   | Crewe Alexandra (3) |                                                                      |                                                                      |
| 20h45 | Phillips 79e · Harrison 85e 90e | (0 - 0) |                     | Elland Road, Leeds Spectateurs : 34 154 Arbitrage : Benjamin Speedie | Elland Road, Leeds Spectateurs : 34 154 Arbitrage : Benjamin Speedie |
| 20h45 | Rapport                         |         |                     | Elland Road, Leeds Spectateurs : 34 154 Arbitrage : Benjamin Speedie | Elland Road, Leeds Spectateurs : 34 154 Arbitrage : Benjamin Speedie |

|       | Barrow AFC (4) | 0 - 6   | Aston Villa (1)                                               |                                                                                  |                                                                                  |
| 20h45 |                | (0 - 3) | 10e 62e 88e Archer · 24e (pen.) 45+2e El Ghazi · 75e Guilbert | Holker Street (en), Barrow-in-Furness Spectateurs : 5 349 Arbitrage : Martin Coy | Holker Street (en), Barrow-in-Furness Spectateurs : 5 349 Arbitrage : Martin Coy |
| 20h45 | Rapport        |         |                                                               | Holker Street (en), Barrow-in-Furness Spectateurs : 5 349 Arbitrage : Martin Coy | Holker Street (en), Barrow-in-Furness Spectateurs : 5 349 Arbitrage : Martin Coy |

|       | Nottingham Forest (2) | 0 - 4   | Wolverhampton Wanderers (1)                             |                                                                          |                                                                          |
| 21h00 |                       | (0 - 0) | 58e Saïss · 60e Podence · 86e Trincão · 88e Gibbs-White | City Ground, West Bridgford Spectateurs : 10 769 Arbitrage : Andy Davies | City Ground, West Bridgford Spectateurs : 10 769 Arbitrage : Andy Davies |
| 21h00 | Rapport               |         |                                                         | City Ground, West Bridgford Spectateurs : 10 769 Arbitrage : Andy Davies | City Ground, West Bridgford Spectateurs : 10 769 Arbitrage : Andy Davies |

| 25 août 2021 | Newcastle United (1)                                         | 0 - 0 3 - 4 t. a. b. | Burnley FC (1)                              |                                                                                      |                                                                                      |
| 20h45        |                                                              |                      |                                             | St James' Park, Newcastle upon Tyne Spectateurs : 30 082 Arbitrage : Oliver Langford | St James' Park, Newcastle upon Tyne Spectateurs : 30 082 Arbitrage : Oliver Langford |
| 20h45        | Rapport                                                      |                      |                                             | St James' Park, Newcastle upon Tyne Spectateurs : 30 082 Arbitrage : Oliver Langford | St James' Park, Newcastle upon Tyne Spectateurs : 30 082 Arbitrage : Oliver Langford |
| 20h45        | Saint-Maximin · Willock · Joelinton · S. Longstaff · Almirón | Tirs au but 3 - 4    | Wood · Barnes · McNeil · Brownhill · Taylor | St James' Park, Newcastle upon Tyne Spectateurs : 30 082 Arbitrage : Oliver Langford | St James' Park, Newcastle upon Tyne Spectateurs : 30 082 Arbitrage : Oliver Langford |

#### Section sud
| 24 août 2021 | Norwich City (1)                                         | 6 - 0   | AFC Bournemouth (2) |                                                                          |                                                                          |
| 20h00        | Tzólis 12e 66e · McLean 26e · Rupp 33e · Sargent 49e 75e | (3 - 0) |                     | Carrow Road, Norwich Spectateurs : 20 090 Arbitrage : Charles Breakspear | Carrow Road, Norwich Spectateurs : 20 090 Arbitrage : Charles Breakspear |
| 20h00        | Rapport                                                  |         |                     | Carrow Road, Norwich Spectateurs : 20 090 Arbitrage : Charles Breakspear | Carrow Road, Norwich Spectateurs : 20 090 Arbitrage : Charles Breakspear |

|       | Swansea City AFC (2)                 | 4 - 1   | Plymouth Argyle (3) |                                                                             |                                                                             |
| 20h00 | Williams 29e · Whittaker 79e 86e 90e | (1 - 0) | 63e Shirley         | Swansea.com Stadium, Swansea Spectateurs : 17 491 Arbitrage : Robert Madley | Swansea.com Stadium, Swansea Spectateurs : 17 491 Arbitrage : Robert Madley |
| 20h00 | Rapport                              |         |                     | Swansea.com Stadium, Swansea Spectateurs : 17 491 Arbitrage : Robert Madley | Swansea.com Stadium, Swansea Spectateurs : 17 491 Arbitrage : Robert Madley |

|       | Brentford FC (1)                   | 3 - 1   | Forest Green Rovers (4) |                                                                                     |                                                                                     |
| 20h45 | Wissa 60e · Mbeumo 75e · Forss 86e | (0 - 1) | 8e Aitchison            | Brentford Community Stadium, Brentford Spectateurs : 12 137 Arbitrage : Will Finnie | Brentford Community Stadium, Brentford Spectateurs : 12 137 Arbitrage : Will Finnie |
| 20h45 | Rapport                            |         |                         | Brentford Community Stadium, Brentford Spectateurs : 12 137 Arbitrage : Will Finnie | Brentford Community Stadium, Brentford Spectateurs : 12 137 Arbitrage : Will Finnie |

|       | Millwall FC (2)                | 3 - 1   | Cambridge United (4) |                                                               |                                                               |
| 20h45 | M. Wallace 39e 42e · Smith 54e | (2 - 1) | 33e Williams         | The Den, Bermondsey Spectateurs : 4 005 Arbitrage : Neil Hair | The Den, Bermondsey Spectateurs : 4 005 Arbitrage : Neil Hair |
| 20h45 | Rapport                        |         |                      | The Den, Bermondsey Spectateurs : 4 005 Arbitrage : Neil Hair | The Den, Bermondsey Spectateurs : 4 005 Arbitrage : Neil Hair |

|       | Cardiff City (2) | 0 - 2   | Brighton & Hove Albion (1) |                                                                          |                                                                          |
| 20h45 |                  | (0 - 1) | 9e Moder · 55e Zeqiri      | Cardiff City Stadium, Cardiff Spectateurs : 6 013 Arbitrage : James Bell | Cardiff City Stadium, Cardiff Spectateurs : 6 013 Arbitrage : James Bell |
| 20h45 | Rapport          |         |                            | Cardiff City Stadium, Cardiff Spectateurs : 6 013 Arbitrage : James Bell | Cardiff City Stadium, Cardiff Spectateurs : 6 013 Arbitrage : James Bell |

|       | Birmingham City (2) | 0 - 2   | Fulham FC (2)                   |                                                                        |                                                                        |
| 20h45 |                     | (0 - 1) | 26e Stansfield · 90+2e Robinson | St Andrew's, Birmingham Spectateurs : 4 783 Arbitrage : Samuel Barrott | St Andrew's, Birmingham Spectateurs : 4 783 Arbitrage : Samuel Barrott |
| 20h45 | Rapport             |         |                                 | St Andrew's, Birmingham Spectateurs : 4 783 Arbitrage : Samuel Barrott | St Andrew's, Birmingham Spectateurs : 4 783 Arbitrage : Samuel Barrott |

|       | Gillingham FC (3)                         | 1 - 1 4 - 5 t. a. b. | Cheltenham Town (3)                       |                                                        |                                                        |
| 20h45 | Oliver 20e                                | (1 - 1)              | 24e May                                   | Priestfield Stadium, Gillingham Arbitrage : David Rock | Priestfield Stadium, Gillingham Arbitrage : David Rock |
| 20h45 | Rapport                                   |                      |                                           | Priestfield Stadium, Gillingham Arbitrage : David Rock | Priestfield Stadium, Gillingham Arbitrage : David Rock |
| 20h45 | Lee · O'Keefe · Lloyd · Carayol · Adshead | Tirs au but 4 - 5    | Thomas · Wright · Lloyd · Tozer · Chapman | Priestfield Stadium, Gillingham Arbitrage : David Rock | Priestfield Stadium, Gillingham Arbitrage : David Rock |

|       | Queens Park Rangers (2)                  | 2 - 0   | Oxford United (3) |                                                                   |                                                                   |
| 20h45 | Dickie 26e · Chambers-Parillon 40e (csc) | (2 - 0) |                   | Loftus Road, White City Spectateurs : 8 154 Arbitrage : Tom Nield | Loftus Road, White City Spectateurs : 8 154 Arbitrage : Tom Nield |
| 20h45 | Rapport                                  |         |                   | Loftus Road, White City Spectateurs : 8 154 Arbitrage : Tom Nield | Loftus Road, White City Spectateurs : 8 154 Arbitrage : Tom Nield |

|       | Stevenage FC (4)                       | 2 - 2 3 - 5 t. a. b. | Wycombe Wanderers (3)                              |                                                         |                                                         |
| 20h45 | List 50e · Reid 77e                    | (0 - 1)              | 23e Akinfenwa · 90+4e De Barr                      | Broadhall Way (en), Stevenage Arbitrage : Declan Bourne | Broadhall Way (en), Stevenage Arbitrage : Declan Bourne |
| 20h45 | Rapport                                |                      |                                                    | Broadhall Way (en), Stevenage Arbitrage : Declan Bourne | Broadhall Way (en), Stevenage Arbitrage : Declan Bourne |
| 20h45 | Norris · James-Wildin · Reeves · Coker | Tirs au but 3 - 5    | Jacobson · Horgan · Pendlebury · Mehmeti · De Barr | Broadhall Way (en), Stevenage Arbitrage : Declan Bourne | Broadhall Way (en), Stevenage Arbitrage : Declan Bourne |

|       | Northampton Town (4) | 0 - 1   | AFC Wimbledon (3) |                                                                                |                                                                                |
| 20h45 |                      | (0 - 0) | 90+4e Hartigan    | Sixfields Stadium (en), Northampton Spectateurs : 3 257 Arbitrage : Ross Joyce | Sixfields Stadium (en), Northampton Spectateurs : 3 257 Arbitrage : Ross Joyce |
| 20h45 | Rapport              |         |                   | Sixfields Stadium (en), Northampton Spectateurs : 3 257 Arbitrage : Ross Joyce | Sixfields Stadium (en), Northampton Spectateurs : 3 257 Arbitrage : Ross Joyce |

|       | Watford FC (1) | 1 - 0   | Crystal Palace (1) |                                                                     |                                                                     |
| 20h45 | Fletcher 86e   | (0 - 0) |                    | Vicarage Road, Watford Spectateurs : 9 011 Arbitrage : Tim Robinson | Vicarage Road, Watford Spectateurs : 9 011 Arbitrage : Tim Robinson |
| 20h45 | Rapport        |         |                    | Vicarage Road, Watford Spectateurs : 9 011 Arbitrage : Tim Robinson | Vicarage Road, Watford Spectateurs : 9 011 Arbitrage : Tim Robinson |

| 25 août 2021 | Newport County AFC (4) | 0 - 8   | Southampton FC (1)                                                                     |                                                                        |                                                                        |
| 20h45        |                        | (0 - 3) | 9e 57e Broja · 25e Tella · 44e Walker-Peters · 48e 55e 90+1e Elyounoussi · 69e Redmond | Rodney Parade, Newport Spectateurs : 7 002 Arbitrage : Darren Drysdale | Rodney Parade, Newport Spectateurs : 7 002 Arbitrage : Darren Drysdale |
| 20h45        | Rapport                |         |                                                                                        | Rodney Parade, Newport Spectateurs : 7 002 Arbitrage : Darren Drysdale | Rodney Parade, Newport Spectateurs : 7 002 Arbitrage : Darren Drysdale |

|       | West Bromwich Albion (2) | 0 - 6   | Arsenal FC (1)                                                 |                                                                          |                                                                          |
| 21h00 |                          | (0 - 3) | 17e 45e 62e Aubameyang · 45+1e Pépé · 50e Saka · 80e Lacazette | The Hawthorns, West Bromwich Spectateurs : 17 016 Arbitrage : David Webb | The Hawthorns, West Bromwich Spectateurs : 17 016 Arbitrage : David Webb |
| 21h00 | Rapport                  |         |                                                                | The Hawthorns, West Bromwich Spectateurs : 17 016 Arbitrage : David Webb | The Hawthorns, West Bromwich Spectateurs : 17 016 Arbitrage : David Webb |

### Troisième tour (1/16 de finale)
| 21 septembre 2021 | Queens Park Rangers (2)                                                 | 2 - 2 8 - 7 t. a. b. | Everton FC (1)                                                           |                                                                       |                                                                       |
| 20h45             | Austin 18e 34e                                                          | (2 - 1)              | 30e Digne · 47e Townsend                                                 | Loftus Road, White City Spectateurs : 12 888 Arbitrage : Kevin Friend | Loftus Road, White City Spectateurs : 12 888 Arbitrage : Kevin Friend |
| 20h45             | Rapport                                                                 |                      |                                                                          | Loftus Road, White City Spectateurs : 12 888 Arbitrage : Kevin Friend | Loftus Road, White City Spectateurs : 12 888 Arbitrage : Kevin Friend |
| 20h45             | Austin · Ball · Barbet · Willock · Adomah · Duke-McKenna · Amos · Dunne | Tirs au but 8 - 7    | Holgate · Keane · Townsend · Gray · Gordon · Doucouré · Godfrey · Davies | Loftus Road, White City Spectateurs : 12 888 Arbitrage : Kevin Friend | Loftus Road, White City Spectateurs : 12 888 Arbitrage : Kevin Friend |

|       | Preston North End (2)                                | 4 - 1   | Cheltenham Town (4) |                                                                   |                                                                   |
| 20h45 | Hughes 25e · Rafferty 37e · Maguire 82e · Riis 90+3e | (2 - 0) | 56e Vassell         | Deepdale, Preston Spectateurs : 6 561 Arbitrage : Dean Whitestone | Deepdale, Preston Spectateurs : 6 561 Arbitrage : Dean Whitestone |
| 20h45 | Rapport                                              |         |                     | Deepdale, Preston Spectateurs : 6 561 Arbitrage : Dean Whitestone | Deepdale, Preston Spectateurs : 6 561 Arbitrage : Dean Whitestone |

|       | Fulham FC (2)                                                                  | 0 - 0 5 - 6 t. a. b. | Leeds United (1)                                                             |                                                                      |                                                                      |
| 20h45 |                                                                                |                      |                                                                              | Craven Cottage, Fulham Spectateurs : 11 299 Arbitrage : Tim Robinson | Craven Cottage, Fulham Spectateurs : 11 299 Arbitrage : Tim Robinson |
| 20h45 | Rapport                                                                        |                      |                                                                              | Craven Cottage, Fulham Spectateurs : 11 299 Arbitrage : Tim Robinson | Craven Cottage, Fulham Spectateurs : 11 299 Arbitrage : Tim Robinson |
| 20h45 | Onomah · Cavaleiro · Kebano · Bryan · Hector · Mawson · Decordova-Reid · Muniz | Tirs au but 5 - 6    | Rodrigo · James · Phillips · Dallas · Forshaw · Firpo · Gelhardt · McKinstry | Craven Cottage, Fulham Spectateurs : 11 299 Arbitrage : Tim Robinson | Craven Cottage, Fulham Spectateurs : 11 299 Arbitrage : Tim Robinson |

|       | Brentford FC (1)                                               | 7 - 0   | Oldham Athletic AFC (4) |                                                                                      |                                                                                      |
| 20h45 | Forss 3e (pen.) 16e 44e 60e · Wissa 38e 87e · Diarra 43e (csc) | (5 - 0) |                         | Brentford Community Stadium, Brentford Spectateurs : 12 819 Arbitrage : Simon Hooper | Brentford Community Stadium, Brentford Spectateurs : 12 819 Arbitrage : Simon Hooper |
| 20h45 | Rapport                                                        |         |                         | Brentford Community Stadium, Brentford Spectateurs : 12 819 Arbitrage : Simon Hooper | Brentford Community Stadium, Brentford Spectateurs : 12 819 Arbitrage : Simon Hooper |

|       | Watford FC (1) | 1 - 3   | Stoke City (2)                      |                                                                        |                                                                        |
| 20h45 | Fletcher 61e   | (0 - 1) | 25e Powell · 80e Clucas · 85e Tymon | Vicarage Road, Watford Spectateurs : 8 421 Arbitrage : Tony Harrington | Vicarage Road, Watford Spectateurs : 8 421 Arbitrage : Tony Harrington |
| 20h45 | Rapport        |         |                                     | Vicarage Road, Watford Spectateurs : 8 421 Arbitrage : Tony Harrington | Vicarage Road, Watford Spectateurs : 8 421 Arbitrage : Tony Harrington |

|       | Wigan Athletic (3) | 0 - 2   | Sunderland AFC (3)         |                                                                 |                                                                 |
| 20h45 |                    | (0 - 1) | 26e Broadhead · 54e O'Nien | DW Stadium, Wigan Spectateurs : 6 511 Arbitrage : Leigh Doughty | DW Stadium, Wigan Spectateurs : 6 511 Arbitrage : Leigh Doughty |
| 20h45 | Rapport            |         |                            | DW Stadium, Wigan Spectateurs : 6 511 Arbitrage : Leigh Doughty | DW Stadium, Wigan Spectateurs : 6 511 Arbitrage : Leigh Doughty |

|       | Norwich City (1) | 0 - 3   | Liverpool FC (1)            |                                                                      |                                                                      |
| 20h45 |                  | (0 - 1) | 4e 80e Minamino · 50e Origi | Carrow Road, Norwich Spectateurs : 26 353 Arbitrage : Darren England | Carrow Road, Norwich Spectateurs : 26 353 Arbitrage : Darren England |
| 20h45 | Rapport          |         |                             | Carrow Road, Norwich Spectateurs : 26 353 Arbitrage : Darren England | Carrow Road, Norwich Spectateurs : 26 353 Arbitrage : Darren England |

|       | Burnley FC (1)            | 4 - 1   | Rochdale AFC (4) |                                                 |                                                 |
| 20h45 | Rodriguez 50e 60e 62e 77e | (0 - 0) | 47e Beesley      | Turf Moor, Burnley Arbitrage : Geoff Eltringham | Turf Moor, Burnley Arbitrage : Geoff Eltringham |
| 20h45 | Rapport                   |         |                  | Turf Moor, Burnley Arbitrage : Geoff Eltringham | Turf Moor, Burnley Arbitrage : Geoff Eltringham |

|       | Sheffield United (2)                   | 2 - 2 2 - 4 t. a. b. | Southampton FC (1)                           |                                                 |                                                 |
| 20h45 | Stevens 8e · McBurnie 66e              | (1 - 1)              | 23e Diallo · 53e Salisu                      | Bramall Lane, Sheffield Arbitrage : John Brooks | Bramall Lane, Sheffield Arbitrage : John Brooks |
| 20h45 | Rapport                                |                      |                                              | Bramall Lane, Sheffield Arbitrage : John Brooks | Bramall Lane, Sheffield Arbitrage : John Brooks |
| 20h45 | Norwood · Brewster · Osborn · McBurnie | Tirs au but 2 - 4    | Ward-Prowse · Adams · Broja · Diallo · Romeu | Bramall Lane, Sheffield Arbitrage : John Brooks | Bramall Lane, Sheffield Arbitrage : John Brooks |

|       | Manchester City (1)                                                    | 6 - 1   | Wycombe Wanderers (3) |                                         |                                         |
| 20h45 | De Bruyne 29e · Mahrez 43e 83e · Foden 45+1e · Torres 71e · Palmer 88e | (3 - 1) | 22e Hanlan            | Etihad Stadium Arbitrage : Robert Jones | Etihad Stadium Arbitrage : Robert Jones |
| 20h45 | Rapport                                                                |         |                       | Etihad Stadium Arbitrage : Robert Jones | Etihad Stadium Arbitrage : Robert Jones |

| 22 septembre 2021 | Brighton & Hove Albion (1) | 2 - 0   | Swansea City AFC (2) |                                                        |                                                        |
| 20h30             | Connolly 33e 38e           | (2 - 0) |                      | Falmer Stadium, Brighton Arbitrage : Michael Salisbury | Falmer Stadium, Brighton Arbitrage : Michael Salisbury |
| 20h30             | Rapport                    |         |                      | Falmer Stadium, Brighton Arbitrage : Michael Salisbury | Falmer Stadium, Brighton Arbitrage : Michael Salisbury |

|       | Manchester United (1) | 0 - 1   | West Ham United (1) |                                                                         |                                                                         |
| 20h45 |                       | (0 - 1) | 9e Lanzini          | Old Trafford, Manchester Spectateurs : 72 568 Arbitrage : Jonathan Moss | Old Trafford, Manchester Spectateurs : 72 568 Arbitrage : Jonathan Moss |
| 20h45 | Rapport               |         |                     | Old Trafford, Manchester Spectateurs : 72 568 Arbitrage : Jonathan Moss | Old Trafford, Manchester Spectateurs : 72 568 Arbitrage : Jonathan Moss |

|       | Chelsea FC (1)                              | 1 - 1 4 - 3 t. a. b. | Aston Villa (1)                                 |                                                  |                                                  |
| 20h45 | Werner 54e                                  | (0 - 0)              | 64e Archer                                      | Stamford Bridge, Fulham Arbitrage : Graham Scott | Stamford Bridge, Fulham Arbitrage : Graham Scott |
| 20h45 | Rapport                                     |                      |                                                 | Stamford Bridge, Fulham Arbitrage : Graham Scott | Stamford Bridge, Fulham Arbitrage : Graham Scott |
| 20h45 | Lukaku · Mount · Barkley · Chilwell · James | Tirs au but 4 - 3    | El Ghazi · A. Young · Nakamba · Konsa · Buendía | Stamford Bridge, Fulham Arbitrage : Graham Scott | Stamford Bridge, Fulham Arbitrage : Graham Scott |

|       | Arsenal FC (1)                                      | 3 - 0   | AFC Wimbledon (3) |                                                                            |                                                                            |
| 20h45 | Lacazette 11e (pen.) · Smith-Rowe 77e · Nketiah 80e | (1 - 0) |                   | Emirates Stadium, Holloway Spectateurs : 56 276 Arbitrage : Jarred Gillett | Emirates Stadium, Holloway Spectateurs : 56 276 Arbitrage : Jarred Gillett |
| 20h45 | Rapport                                             |         |                   | Emirates Stadium, Holloway Spectateurs : 56 276 Arbitrage : Jarred Gillett | Emirates Stadium, Holloway Spectateurs : 56 276 Arbitrage : Jarred Gillett |

|       | Millwall FC (2) | 0 - 2   | Leicester City (1)          |                                                                 |                                                                 |
| 20h45 |                 | (0 - 0) | 50e Lookman · 88e Iheanacho | The Den, Bermondsey Spectateurs : 9 985 Arbitrage : Andy Madley | The Den, Bermondsey Spectateurs : 9 985 Arbitrage : Andy Madley |
| 20h45 | Rapport         |         |                             | The Den, Bermondsey Spectateurs : 9 985 Arbitrage : Andy Madley | The Den, Bermondsey Spectateurs : 9 985 Arbitrage : Andy Madley |

|       | Wolverhampton Wanderers (1)                   | 2 - 2 2 - 3 t. a. b. | Tottenham Hotspur (1)            |                                                          |                                                          |
| 20h45 | Dendoncker 38e · Podence 58e                  | (1 - 2)              | 14e Ndombele · 23e Kane          | Molineux Stadium, Wolverhampton Arbitrage : Peter Bankes | Molineux Stadium, Wolverhampton Arbitrage : Peter Bankes |
| 20h45 | Rapport                                       |                      |                                  | Molineux Stadium, Wolverhampton Arbitrage : Peter Bankes | Molineux Stadium, Wolverhampton Arbitrage : Peter Bankes |
| 20h45 | Hwang · Moutinho · Neves · Dendoncker · Coady | Tirs au but 2 - 3    | Kane · Reguilón · Gil · Højbjerg | Molineux Stadium, Wolverhampton Arbitrage : Peter Bankes | Molineux Stadium, Wolverhampton Arbitrage : Peter Bankes |

### Quatrième tour (1/8 de finale)
| 26 octobre 2021 | Chelsea FC (1)                                  | 1 - 1 4 - 3 t. a. b. | Southampton FC (1)                             |                                                  |                                                  |
| 20h45           | Havertz 44e                                     | (1 - 0)              | Adams 47e                                      | Stamford Bridge, Fulham Arbitrage : Kevin Friend | Stamford Bridge, Fulham Arbitrage : Kevin Friend |
| 20h45           | Rapport                                         |                      |                                                | Stamford Bridge, Fulham Arbitrage : Kevin Friend | Stamford Bridge, Fulham Arbitrage : Kevin Friend |
| 20h45           | Alonso · Mount · Hudson-Odoi · Chilwell · James | Tirs au but 4 - 3    | Armstrong · Walcott · Long · Smallbone · Romeu | Stamford Bridge, Fulham Arbitrage : Kevin Friend | Stamford Bridge, Fulham Arbitrage : Kevin Friend |

|       | Arsenal FC (1)             | 2 - 0   | Leeds United (1) |                                                                            |                                                                            |
| 20h45 | Chambers 55e · Nketiah 69e | (0 - 0) |                  | Emirates Stadium, Holloway Spectateurs : 59 126 Arbitrage : Andre Marriner | Emirates Stadium, Holloway Spectateurs : 59 126 Arbitrage : Andre Marriner |
| 20h45 | Rapport                    |         |                  | Emirates Stadium, Holloway Spectateurs : 59 126 Arbitrage : Andre Marriner | Emirates Stadium, Holloway Spectateurs : 59 126 Arbitrage : Andre Marriner |

|       | Queens Park Rangers (2)         | 0 - 0 1 - 3 t. a. b. | Sunderland AFC (3)            |                                                                       |                                                                       |
| 20h45 |                                 | (0 - 0)              |                               | Loftus Road, White City Spectateurs : 15 372 Arbitrage : Keith Stroud | Loftus Road, White City Spectateurs : 15 372 Arbitrage : Keith Stroud |
| 20h45 | Rapport                         |                      |                               | Loftus Road, White City Spectateurs : 15 372 Arbitrage : Keith Stroud | Loftus Road, White City Spectateurs : 15 372 Arbitrage : Keith Stroud |
| 20h45 | Austin · Chair · Dykes · Barbet | Tirs au but 1 - 3    | McGeady · Stewart · Pritchard | Loftus Road, White City Spectateurs : 15 372 Arbitrage : Keith Stroud | Loftus Road, White City Spectateurs : 15 372 Arbitrage : Keith Stroud |

| 27 octobre 2021 | Leicester City (1)                 | 2 - 2 4 - 2 t. a. b. | Brighton & Hove Albion (1)           |                                                                               |                                                                               |
| 20h45           | Barnes 6e · Lookman 45+5e          | (2 - 1)              | Webster 45+3e · Mwepu 71e            | King Power Stadium, Leicester Spectateurs : 21 163 Arbitrage : Jarred Gillett | King Power Stadium, Leicester Spectateurs : 21 163 Arbitrage : Jarred Gillett |
| 20h45           | Rapport                            |                      |                                      | King Power Stadium, Leicester Spectateurs : 21 163 Arbitrage : Jarred Gillett | King Power Stadium, Leicester Spectateurs : 21 163 Arbitrage : Jarred Gillett |
| 20h45           | Maddison · Barnes · Daka · Pereira | Tirs au but 4 - 2    | Groß · Maupay · Mac Allister · Mwepu | King Power Stadium, Leicester Spectateurs : 21 163 Arbitrage : Jarred Gillett | King Power Stadium, Leicester Spectateurs : 21 163 Arbitrage : Jarred Gillett |

|       | Burnley FC (1) | 0 - 1   | Tottenham Hotspur (1) |                                             |                                             |
| 20h45 |                | (0 - 0) | Moura 68e             | Turf Moor, Burnley Arbitrage : Peter Bankes | Turf Moor, Burnley Arbitrage : Peter Bankes |
| 20h45 | Rapport        |         |                       | Turf Moor, Burnley Arbitrage : Peter Bankes | Turf Moor, Burnley Arbitrage : Peter Bankes |

|       | West Ham United (1)                            | 0 - 0 5 - 3 t. a. b. | Manchester City (1)                |                                                                 |                                                                 |
| 20h45 |                                                | (0 - 0)              |                                    | Stade olympique de Londres, Stratford Arbitrage : Jonhatan Moss | Stade olympique de Londres, Stratford Arbitrage : Jonhatan Moss |
| 20h45 | Rapport                                        |                      |                                    | Stade olympique de Londres, Stratford Arbitrage : Jonhatan Moss | Stade olympique de Londres, Stratford Arbitrage : Jonhatan Moss |
| 20h45 | Noble · Bowen · Dawson · Cresswell · Benhrahma | Tirs au but 5 - 3    | Foden · Cancelo · Jesus · Grealish | Stade olympique de Londres, Stratford Arbitrage : Jonhatan Moss | Stade olympique de Londres, Stratford Arbitrage : Jonhatan Moss |

|       | Stoke City (2) | 1 - 2   | Brentford FC (1)      |                                                                                  |                                                                                  |
| 20h45 | Sawyers 57e    | (0 - 2) | Canós 22e · Toney 40e | Bet365 Stadium, Stoke-on-Trent Spectateurs : 9 584 Arbitrage : Michael Salisbury | Bet365 Stadium, Stoke-on-Trent Spectateurs : 9 584 Arbitrage : Michael Salisbury |
| 20h45 | Rapport        |         |                       | Bet365 Stadium, Stoke-on-Trent Spectateurs : 9 584 Arbitrage : Michael Salisbury | Bet365 Stadium, Stoke-on-Trent Spectateurs : 9 584 Arbitrage : Michael Salisbury |

|       | Preston North End (2) | 0 - 2   | Liverpool FC (1)         |                                                                |                                                                |
| 20h45 |                       | (0 - 0) | Minamino 62e · Origi 84e | Deepdale, Preston Spectateurs : 22 131 Arbitrage : David Coote | Deepdale, Preston Spectateurs : 22 131 Arbitrage : David Coote |
| 20h45 | Rapport               |         |                          | Deepdale, Preston Spectateurs : 22 131 Arbitrage : David Coote | Deepdale, Preston Spectateurs : 22 131 Arbitrage : David Coote |

### Cinquième tour (1/4 de finale)
| 21 décembre 2021 | Arsenal FC (1)                                | 5 - 1   | Sunderland AFC (3) |                                                                          |                                                                          |
| 20h45            | Nketiah 17e 49e 58e · Pépé 27e · Patino 90+1e | (2 - 1) | Broadhead 31e      | Emirates Stadium, Holloway Spectateurs : 59 027 Arbitrage : Robert Jones | Emirates Stadium, Holloway Spectateurs : 59 027 Arbitrage : Robert Jones |
| 20h45            | Rapport                                       |         |                    | Emirates Stadium, Holloway Spectateurs : 59 027 Arbitrage : Robert Jones | Emirates Stadium, Holloway Spectateurs : 59 027 Arbitrage : Robert Jones |

| 22 décembre 2021 | Brentford FC (1) | 0 - 2   | Chelsea FC (1)                          |                                                                                        |                                                                                        |
| 20h45            |                  | (0 - 0) | Jansson 80e (csc) · Jorginho 85e (pen.) | Brentford Community Stadium, Brentford Spectateurs : 16 577 Arbitrage : Andre Marriner | Brentford Community Stadium, Brentford Spectateurs : 16 577 Arbitrage : Andre Marriner |
| 20h45            | Rapport          |         |                                         | Brentford Community Stadium, Brentford Spectateurs : 16 577 Arbitrage : Andre Marriner | Brentford Community Stadium, Brentford Spectateurs : 16 577 Arbitrage : Andre Marriner |

|       | Liverpool FC (1)                                                | 3 - 3 5 - 4 t. a. b. | Leicester City (1)                                                |                                                                 |                                                                 |
| 20h45 | Oxlade-Chamberlain 19e · Jota 68e · Minamino 90+5e              | (1 - 3)              | Vardy 9e 13e · Maddison 33e                                       | Anfield, Liverpool Spectateurs : 52 020 Arbitrage : Andy Madley | Anfield, Liverpool Spectateurs : 52 020 Arbitrage : Andy Madley |
| 20h45 | Rapport                                                         |                      |                                                                   | Anfield, Liverpool Spectateurs : 52 020 Arbitrage : Andy Madley | Anfield, Liverpool Spectateurs : 52 020 Arbitrage : Andy Madley |
| 20h45 | Milner · Firmino · Oxlade-Chamberlain · Keita · Minamino · Jota | Tirs au but 5 - 4    | Tielemans · Maddison · Albrighton · Thomas · Iheanacho · Bertrand | Anfield, Liverpool Spectateurs : 52 020 Arbitrage : Andy Madley | Anfield, Liverpool Spectateurs : 52 020 Arbitrage : Andy Madley |

|       | Tottenham Hotspur (1)    | 2 - 1   | West Ham United (1) |                                                                                    |                                                                                    |
| 20h45 | Bergwijn 29e · Lucas 34e | (2 - 1) | Bowen 32e           | Tottenham Hotspur Stadium, Londres Spectateurs : 40 031 Arbitrage : Chris Kavanagh | Tottenham Hotspur Stadium, Londres Spectateurs : 40 031 Arbitrage : Chris Kavanagh |
| 20h45 | Rapport                  |         |                     | Tottenham Hotspur Stadium, Londres Spectateurs : 40 031 Arbitrage : Chris Kavanagh | Tottenham Hotspur Stadium, Londres Spectateurs : 40 031 Arbitrage : Chris Kavanagh |

### Demi-finales

#### Aller
| 13 janvier 2022 | Arsenal FC (1) | 0 - 0   | Liverpool FC (1) | Emirates Stadium, Holloway |  |
| 20h45           |                | (0 - 0) |                  |                            |  |
| 20h45           | [ Rapport]     |         |                  |                            |  |

| 5 janvier 2022 | Chelsea FC (1)                | 2 - 0   | Tottenham Hotspur (1) | Stamford Bridge, Fulham                       |                                               |
| 20h45          | Havertz 5e · Davies 34e (csc) | (2 - 0) |                       | Spectateurs : 37 868 Arbitrage : Craig Pawson | Spectateurs : 37 868 Arbitrage : Craig Pawson |
| 20h45          | Rapport                       |         |                       | Spectateurs : 37 868 Arbitrage : Craig Pawson | Spectateurs : 37 868 Arbitrage : Craig Pawson |

#### Retour
| 20 janvier 2022 | Liverpool FC (1) | 2 - 0 | Arsenal FC (1) | Anfield, Liverpool |
|                 | Jota 19e 78e     |       |                |                    |
|                 | [ Rapport]       |       |                |                    |

| 12 janvier 2022 | Tottenham Hotspur (1) | 0 - 1   | Chelsea FC (1) | Tottenham Hotspur Stadium, Londres |  |
|                 |                       | (0 - 1) | 18e Rüdiger    |                                    |  |
|                 | Rapport               |         |                |                                    |  |

### Finale
| 27 février 2022 | Chelsea FC (1)      | 0 - 0 ap | Liverpool FC (1) | Stade de Wembley, Londres  |                            |
| 16h00           |                     |          |                  | Arbitrage : Stuart Attwell | Arbitrage : Stuart Attwell |
| 16h00           | Rapport             |          |                  | Arbitrage : Stuart Attwell | Arbitrage : Stuart Attwell |
| 16h00           | Tirs au but 10 - 11 |          |                  | Arbitrage : Stuart Attwell | Arbitrage : Stuart Attwell |